# 粪芽孢菌属
粪芽孢菌属（学名：Coprobacillus）为粪芽孢菌科的一个属。该属的模式种为Coprobacillus cateniformis。

## 下属物种
本属包括以下物种：
- Coprobacillus cateniformis Kageyama and Benno 2000，也拼作Coprobacillus catenaformis